# Kamil Kopúnek
Kamil Kopúnek (Nagyszombat, 1984. május 18. –) szlovák válogatott labdarúgó.

## Pályafutása
Kamil Kopúnek 2002-ben 17 évesen mutatkozott be az FC Spartak Trnava csapatában és egyből piros lapot kapott.
2009 októberében  megkapta a csapatkapitányi karszalagot.

## A válogatottban
2006. március 1-én debütált a nemzeti válogatottban a Franciaország elleni 2-1-es győzelem alkalmával. Első gólját Kamerun ellen lőtte 2010. május 29-én. Tagja a 2010-es labdarúgó-világbajnokság szlovák keretnek, sőt 2010 június 24-én az ő góljának is köszönhetően 3-2-re legyőzték az olasz labdarúgó-válogatottat, ezzel Szlovákia továbbjutott, míg Olaszország kiesett.

### Góljai a szlovák válogatottban
| #  | Dátum            | Ellenfél    | Eredmény | Kiírás              | Esemény |
| -- | ---------------- | ----------- | -------- | ------------------- | ------- |
| 1. | 2010. május 29.  | Kamerun     | 1 – 1    | barátságos mérkőzés | 6'      |
| 2. | 2010. június 24. | Olaszország | 3 – 2    | Vb-csoportkör       | 87' 89' |

## Statisztikái
| Klub              | Szezon  | Bajnokság  | Bajnokság | Kupa  | Kupa  | Európa | Európa | Összesen | Összesen |
| Klub              | Szezon  | Mérkőzések | Gólok     | Mérk. | Gólok | Mérk.  | Gólok  | Mérk.    | Gólok    |
| ----------------- | ------- | ---------- | --------- | ----- | ----- | ------ | ------ | -------- | -------- |
| FC Spartak Trnava | 2001-02 | 1          | 0         | 0     | 0     | 0      | 0      | 1        | 0        |
| FC Spartak Trnava | 2002-03 | 10         | 2         | 0     | 0     | 0      | 0      | 10       | 2        |
| FC Spartak Trnava | 2003-04 | 9          | 0         | 2     | 0     | 1      | 0      | 12       | 0        |
| FC Spartak Trnava | 2004-05 | 27         | 1         | 2     | 0     | 5      | 1      | 34       | 2        |
| FC Spartak Trnava | 2005-06 | 32         | 4         | 6     | 1     | 0      | 0      | 38       | 5        |
| FC Spartak Trnava | 2006-07 | 34         | 1         | 2     | 0     | 2      | 0      | 38       | 1        |
| FC Spartak Trnava | 2007-08 | 27         | 1         | 5     | 0     | 0      | 0      | 32       | 1        |
| FC Spartak Trnava | 2008-09 | 25         | 1         | 1     | 0     | 2      | 0      | 28       | 1        |
| FC Spartak Trnava | 2009-10 | 31         | 1         | 6     | 2     | 4      | 0      | 41       | 3        |
| Összesen          |         | 196        | 11        | 24    | 3     | 14     | 1      | 234      | 15       |

Frissítve: 2010. május 29.